# Neu Staßfurt
Neu Staßfurt ist ein Ortsteil der Stadt Staßfurt mit 103 Einwohnern, der etwa zwei Kilometer außerhalb des Kernorts liegt.

## Geographie
Neu Staßfurt liegt in der fruchtbaren Magdeburger Börde. Der Ort liegt rund einen Kilometer nordwestlich von Staßfurt und einen Kilometer östlich von Löderburg an der Landesstraße 71. Im Westen des Ortes liegen mehrere Seen, die in Folge des Bergbaus entstanden sind, so beispielsweise der Salzteich oder die Laake. Umgeben ist der Ort vornehmlich von Flächen landwirtschaftlicher Nutzung und industriebedingten Auffüllungen. Um Neu Staßfurt liegen die Orte Lust im Norden, Atzendorf im Nordosten, Förderstedt im Osten, Staßfurt im Süden, Löderburg im Westen und Athensleben im Nordwesten.
Neu Staßfurt ist stark von den heute teils brachliegenden Industrieanlagen geprägt.

## Geschichte
Die Geschichte Neu Staßfurts ist eng mit dem Salzbergbau verbunden, bis heute wird der Ortsteil vor allem als Industriestandort genutzt. 1873 wurde mit dem Agatheschacht ein erster Förderschacht angelegt, 1881 folgte der Schacht „Hammacher“. In den folgenden Jahren siedelte man eine Chlorkalium-, eine Sulfat-, eine Chlorkalk- und eine Pottasche-Fabrik an, die die im Bergbau gewonnenen Stoffe verarbeiten sollte. Zum Ende des Jahrhunderts kamen weitere Förderschächte hinzu. In der  Zeit des Nationalsozialismus gab es im Ort ein Arbeitserziehungslager, in dem u. a. Ernst Hilzheimer inhaftiert war. Mit dem Niedergang des Bergbaus begann man 1944 in den Grubenbauten der Schächte VI/VII mit der Produktion von BMW-Triebwerken, die Fabrik wurde allerdings nach dem Zweiten Weltkrieg zerstört. 1963 begann man auf dem Gelände der ehemaligen Pottaschefabrik mit der Produktion von Bergbaugeräten. Auf dem Gelände des ehemaligen Agatheschachtes siedelte sich 1959 ein Stahlbauunternehmen an.
1969 wurde Neu Staßfurt aus der Gemeinde Löderburg ausgegliedert und der Stadt Staßfurt zugeordnet. Drei Jahre später wurde der Grubenbetrieb an den letzten fördernden Schächten VI und VII eingestellt. Nach der Wende wurden die Betriebe privatisiert.
Um 2002 wurde der Betrieb der Pottaschefabrik Neu Staßfurt eingestellt und gleichzeitig eine neue Pottaschefabrik in Staßfurt in Betrieb genommen, die jedoch nur wenige Jahre später wieder stillgelegt wurde.